# Kreis Romainmôtier-Envy
| Kreis Romainmôtier-Envy           | Kreis Romainmôtier-Envy |
| Basisdaten                        | Basisdaten              |
| --------------------------------- | ----------------------- |
| Staat:                            | Schweiz                 |
| Kanton:                           | Waadt (VD)              |
| Bezirk:                           | Orbe                    |
| Hauptort:                         | Romainmôtier-Envy       |
| Fläche:                           | 61,83 km²               |
| Einwohner:                        | 3'452 (31.12.2023)      |
| Bevölkerungsdichte:               | 56 Einw. pro km²        |
| Aufgehoben am:                    | 31. Dezember 2006       |
| Karte                             |                         |
| Karte von Kreis Romainmôtier-Envy |                         |

Der Cercle de Romainmôtier-Envy (dt. Kreis Romainmôtier-Envy) war bis zum 31. August 2006 ein Kreis im Bezirk Orbe im Kanton Waadt der Schweiz. Am 1. September 2006 wurde der Kreis wie alle anderen Waadtländer Kreise aufgelöst und sein Gebiet dem neugebildeten Bezirk Jura-Nord vaudois zugeschlagen. Der Kreis umfasste zehn Gemeinden mit 3'452 Einwohnern (Ende 2006) auf 61,83 km². Sitz des Kreisamtes war Romainmôtier-Envy.
| Wappen            | Name der Gemeinde | Einwohner (31. Dezember 2023) | Fläche in km² | Einw. pro km² |
| ----------------- | ----------------- | ----------------------------- | ------------- | ------------- |
| Agiez             | Agiez             | 383                           | 5,46          | 70            |
| Arnex-sur-Orbe    | Arnex-sur-Orbe    | 663                           | 7,62          | 87            |
| Bofflens          | Bofflens          | 194                           | 4,21          | 46            |
| Bretonnières      | Bretonnières      | 259                           | 5,45          | 48            |
| Croy              | Croy              | 397                           | 4,48          | 89            |
| Juriens           | Juriens           | 351                           | 9,35          | 38            |
| La Praz           | La Praz           | 206                           | 5,12          | 40            |
| Les Clées         | Les Clées         | 192                           | 7,04          | 27            |
| Premier           | Premier           | 233                           | 6,12          | 38            |
| Romainmôtier-Envy | Romainmôtier-Envy | 574                           | 6,98          | 82            |
| Total (10)        | Total (10)        | 3'452                         | 61,83         | 56            |